# SS Nomadic (1891)
SS Nomadic foi um navio a vapor da White Star Line. Ele foi estabelecido em 1891, na quilha número 236 do estaleiro Harland and Wolff, em Belfast. Ele foi concluído no dia 14 de abril de 1891, sendo utilizado como um portador de gado.
Ele partiu de Liverpool em sua viagem inaugural no dia 24 de abril de 1891, com destino a Nova York. Ele foi requisitado como um transporte de tropas e cavalos em outubro de 1899, onde passou dois anos na Guerra dos Bôeres, fazendo três viagens com a designação "HM Transport No. 34".
Ele foi transferido para a Dominion Line em 1903, e posteriormente rebatizado de SS Cornishman. Ele realizou três viagens entre Estados Unidos e Canadá, antes de ser novamente transferido para a Frederick Leyland & Co. em 1921. Ele foi retirado de serviço e desmontado no ano de 1926.